# Stazione di Ringenwalde (b Templin)
La stazione di Ringenwalde (b Templin) è una fermata ferroviaria tedesca, posta sulla linea Britz-Fürstenberg. Serve il centro abitato di Ringenwalde, frazione del comune di Temmen-Ringenwalde.